# McCook (Nebraska)
McCook é uma cidade localizada no estado americano de Nebraska, no Condado de Red Willow.

## Demografia
Segundo o censo americano de 2000, a sua população era de 7994 habitantes.
Em 2006, foi estimada uma população de 7542, um decréscimo de 452 (-5.7%).

## Geografia
De acordo com o United States Census Bureau, a localidade tem uma área de 13,9 km², sem área coberta por água.

## Localidades na vizinhança
O diagrama seguinte representa as localidades num raio de 36 km ao redor de McCook.